# Omsorgsetik
Omsorgsetik, ofta under benämningen feministisk etik, är en normativ etisk teori. Den är en av en hel grupp normativa etiska teorier som utvecklades av feminister under andra delen av 1900-talet. Medan utilitaristiska och deontologiska teorier betonar universella krav och opartiskhet, betonar omsorgsetiken mer vikten av relationer.
Man brukar räkna Carol Gilligan som omsorgsetikens grundare. Andra viktiga omsorgsteoretiker är Nel Noddings och Sarah Hoagland.